# Nsheng
Nsheng, eller Mushenge, är en ort i territoriet Mweka i provinsen Kasai i Kongo-Kinshasa. Nsheng är huvudstad i kungariket Kuba.
Kubariket erövrades av den belgiska kungen Leopold II ägda fristaten Kongo omkring sekelskiftet 1800/1900. Katolska missionärer öppnade en första mission i Nsheng 1906. Efter att den stängts 1908, drevs den en andra omgång 1914–1926. År 1936 efterträddes den av missionärer från den katolska orden Congregatie van de Jozefieten. Också katolska nunnor verkade i Nsheng från ungefär 1938.
Josefiterna grundade omkring 1950 en konstskola, numera Institut des Beaux-Arts, Nsheng för att genom utbildning bevara konstnärstraditionen i Kuba, framför allt skulpturen. Skolan nationaliserades 1975 under Mobutu Sese Sekos regim och inordnades under Institut des Beaux-Arts i Kinshasa.
Josefiterna har också byggt en kyrka på orten.